# Devil (песня CLC)
«Devil» (с англ. — «Дьяволица») — песня южнокорейской гёрл-группы CLC. Была выпущена 6 сентября 2019 года лейблом Cube Entertainment в качестве цифрового сингла. Это третий релиз CLC в 2019 году.
Песня записана в ретро-футуристичном жанре с элементами ду-воп и сёрф-рока. В треке поётся о том, что в каждом человеке есть дьявольская сторона, которая пробуждается, если вывести человека из себя.

## Предпосылки
«Devil» — это третий релиз CLC в 2019 году после «No» в январе и «Me» в мае. Участница Еын приняла участие в написании песни. Хореография была поставлена Star System.

## Релиз и промоушен
28 августа стало известно, что CLC вернутся 6 сентября со своим вторым цифровым синглом в этом году. Спойлеры были выпущены с 30 августа по 1 сентября. Концептуальные изображения были выпущены 2 и 3 сентября, музыкальные видео-тизеры были выпущены на следующий день.
Песня была выпущена на нескольких музыкальных порталах, в том числе MelOn, iTunes и Spotify.

## Трек-лист
| №  | Название | Текст песни            | Музыка                                                                  | Arrangement                                | Длительность |
| -- | -------- | ---------------------- | ----------------------------------------------------------------------- | ------------------------------------------ | ------------ |
| 1. | «Devil»  | Seo Ji-eum Jang Ye-eun | Mich Hansen Peter Wallevik Daniel Davidsen Phil Plested Lauren Aquilina | Mich Hansen Peter Wallevik Daniel Davidsen | 2:57         |

## Музыкальное видео
Музыкальное видео было выпущено вместе с синглом 6 сентября. В музыкальном видео участницы пытаются убить друг друга, используя различный реквизит. Атмосфера дополняется красочными костюмами, которые демонстрируют индивидуальность каждой участницы.

## Победы
| Журнал   | Лист                                   | Ранг | Ссылка |
| -------- | -------------------------------------- | ---- | ------ |
| BuzzFeed | 30 лучших музыкальных K-pop видео года | 25   | [ 12 ] |